# 岡田寧
岡田 寧（おかだ やすし/ねい、1963年8月15日 - ）は、日本のテレビドラマのディレクター、プロデューサー。

## 経歴
大阪府堺市出身。大阪府立三国丘高等学校、日本大学藝術学部映画学科卒業。
木下プロダクション、東北新社などで、テレビドラマの演出およびプロデュースを手がける。
2015年現在、オスカープロモーション所属。

## 作品

### テレビドラマ
- ゴールドウーマン（2016年、テレビ朝日、プロデュース）
- 陰陽師 (2015年のテレビドラマ) 　（2015年、テレビ朝日、プロデュース）
- 家庭教師が解く! (2)　（2013年、TBS、監督）
- 殺しの女王蜂　（2013年、テレビ東京、プロデュース、監督〈 9 話〉〈10 話〉）
- 家庭教師が解く! (1)　（2013年、TBS、監督）
- IS〜男でも女でもない性〜　 (2011年、テレビ東京、監督〈 6 話〉〈 9 話〉）
- 救急救命士・牧田さおり（8）　（2011年、テレビ朝日、監督）
- 救急救命士・牧田さおり（7）　（2010年、テレビ朝日、プロデュース）
- 救急救命士・牧田さおり（6）　（2009年、テレビ朝日、プロデュース）
- コンカツ・リカツ　（2009年、NHK、監督）
- めぞん一刻　(2)完結編 　（2008年、テレビ朝日、プロデュース）
- 腐女子デカ　（2008年、テレビ朝日、演出　*BQ寧名義）
- めぞん一刻　(1)浪人編 　（2007年、テレビ朝日、プロデュース）
- 救急救命士・牧田さおり（5）　（2007年、テレビ朝日、プロデュース）
- 救急救命士・牧田さおり（4）　（2005年、テレビ朝日、プロデュース）
- 救急救命士・牧田さおり（3）　（2004年、テレビ朝日、プロデュース）
- 救急救命士・牧田さおり（2）　（2003年、テレビ朝日、プロデュース）
- 救急救命士・牧田さおり（1）　（2002年、テレビ朝日、プロデュース）
- 陰陽師　（2001年、NHK、プロデュース補）
- ウルトラマンティガ 「行け!　怪獣探検隊」　（1997年、毎日放送、監督）
- ウルトラマンティガ 「恐竜たちの星」　（1997年、毎日放送、監督）
- ウルトラマンティガ 「ハロウィンの夜に」　（1996年、毎日放送、監督）
- ウルトラマンティガ 「地球に降りてきた男」　（1996年、毎日放送、監督）
- 私、味方です 　（1995年、TBS、演出）
- 夢みる頃を過ぎても 　（1994年、TBS、演出）
- 憎しみに微笑んで　（1993年、TBS、演出）
- いちご白書 　（1993年、テレビ朝日、演出）
- それでも家を買いました　（1991年、TBS、演出補）

### 映画
- ヒナゴン（企画／2005年　原作：重松清　監督：渡邊孝好　主演：伊原剛志）